# Contea di Mashan
La contea di Mashan (马山县S, Mǎshān XiànP) è una contea della Cina, situata nella regione autonoma di Guangxi e amministrata dalla prefettura di Nanning.